# Selway
La Selway est une rivière de l'Idaho aux États-Unis. Longue d'environ 160 km, elle prend sa source dans les monts Bitterroot puis s'écoule vers le nord puis l'ouest avant de rejoindre la Lochsa près de Lowell (en) pour former la Middle Fork de la Clearwater. La rivière Selway draine un bassin de 5 213 km2 dans le comté d'Idaho. Elle a été désignée National Wild and Scenic River en 1968.

## Histoire
La rivière Selway abrite le Saumon chinook. Quatre canaux de reproduction du saumon ont été construits « au milieu des années 1960 par le Département de la pêche et de la faune de l'Idaho (en) et par le Job Corps (en) ... le long de la Selway afin de contribuer au rétablissement de la migration printanière des saumons chinook après la construction de barrages hydroélectriques en aval. » La rivière a été ensemencée chaque automne avec des œufs de saumon et des alevins « chaque automne jusqu'en 1981, puis de nouveau en 1985 ». Un livre de 1993 sur le projet, Indian Creek Chronicles, a reçu le prix du Pacific Northwest Booksellers Association,.